# Alpaïs de Cudot
Alpaïs de Cudot (morta el 1211) és una beata de l'Església catòlica. De pares pagesos, va néixer a Cudot, a l'Arquebisbat de Sens, i va patir la lepra de jove. La seva biografia va ser escrita cap el 1180 pel monjo Pere d'un monestir cistercenc proper anomenat Echarlis. Va deixar de menjar i es diu que durant un temps només es nodria de l'Eucaristia. El seu culte va ser confirmat per Pius IX el 1874.